# مقاس جديد
مقاس جديد هي قرية في مقاطعة كليبر، إيران. عدد سكان هذه القرية هو 143 في سنة 2006.